# Andrzej Maria Borkowski
Andrzej Maria Borkowski (ur. 29 września 1949 w Warszawie) – polski grafik, performer i krytyk sztuki. 

## Życiorys
W 1975 ukończył studia z zakresu historii sztuki na Uniwersytecie Warszawskim, w latach 1972 - 1981 jako jeden z założycieli  grupy teatralnej "Akademia Ruchu" był współtwórcą spektakli i pra-teatralnych akcji tego zespołu. W 1981 zaproszony do współpracy przez brytyjski teatr "Hesitate & Demonstrate" w roku 1982 przyjechał do Anglii i zamieszkał w Londynie, gdzie studiował w Courtauld Institute of Art na University of London (Master of Art 1988) oraz techniki grafiki artystycznej w London School of Printing. Od 1986 jest stałym współpracownikiem ukazujących się w Londynie Dziennika i "Tygodnia Polskiego", oraz (w latach 1995-2014) warszawskiego miesięcznika "Art & Business", publikuje tam felietony dotyczące krytyki sztuki. W tym zakresie pracował również dla polskiej sekcji BBC World Service, gdzie w programie „Sztuka nad Tamizą” omawiał aktualne londyńskie wystawy. W 1985 był współzałożycielem grupy „Bigos-Artists of Polish Origin”, z którą w latach 1986-95 wystawiał swoje prace o charakterze instalacji. W latach 1998–2017 był wykładowcą na wydziale Performance & Visual Art oraz Grafiki artystycznej w School of Art and Communication na University of Brighton.

## Twórczość
Andrzej Maria Borkowski tworzy rysunki i grafikę, głównie monotypy i sitodruki, zajmuje się również fotografią i tradycyjną techniką malarstwa na szkle. Dawniej był twórcą instalacji, scenografii teatralnych oraz street graffiti. Należy do Związku Plastyków Polskich (APA).